# Poliziesco all'italiana
Il poliziesco all'italiana, conosciuto anche come poliziottesco, è stato un genere cinematografico italiano in voga fra la metà degli anni sessanta ed i primi anni ottanta del XX secolo, che ha toccato il culmine alla metà degli anni settanta. Le tematiche si basavano generalmente su indagini di polizia che prendevano sovente spunto da fatti di cronaca nera dell'epoca per svilupparli in chiave enfatica, spesso in senso critico o demagogico.

## Storia
La genesi del poliziottesco, termine coniato dal critico Giovanni Buttafava, è legata principalmente a uno tra i generi di maggior diffusione nel mondo cinematografico, cioè il poliziesco. La prima produzione italiana ascrivibile a questo genere risale agli albori del cinema sonoro, con la pellicola di Guido Brignone Corte d'Assise: si tratta di un dramma di ambientazione giudiziaria interpretato da Elio Steiner e Lya Franca, secondo film sonoro italiano ad essere distribuito nelle sale cinematografiche (il primo fu il sentimentale La canzone dell'amore) nel gennaio del 1931.
Il punto di partenza del poliziottesco è invece dato, probabilmente, dal film di Carlo Lizzani Svegliati e uccidi (1966), con Robert Hoffmann nella parte del criminale milanese Luciano Lutring. Altri episodi solitamente annoverati tra gli albori del genere sono Banditi a Milano (1968), sempre diretto da Lizzani, con Tomas Milian nel ruolo di un commissario napoletano dalla colorita umanità e Gian Maria Volonté nel ruolo del criminale torinese Pietro Cavallero, La polizia ringrazia di Stefano Vanzina (meglio conosciuto con lo pseudonimo di Steno) del 1972, con Enrico Maria Salerno, vagamente ispirato alla vicenda del Golpe Borghese, e soprattutto La polizia incrimina, la legge assolve di Enzo G. Castellari del 1973 con protagonista Franco Nero, che codificò definitivamente il genere. Il poliziottesco riscosse grande successo tra il pubblico (sia italiano che internazionale) per tutti gli anni settanta e fino al 1981, allorché il filone si esaurì e vide cessare quasi completamente la produzione di pellicole di questo tipo.

## Caratteristiche tipiche
Il poliziottesco italiano è pesantemente imparentato con alcuni coevi omologhi film statunitensi, che proponevano figure di tutori della legge intransigenti, spesso violenti e immersi in una realtà urbana degradata: il Serpico di Al Pacino, l'ispettore Callaghan di Clint Eastwood, il tenente Bullitt di Steve McQueen, il tenente Parker di John Wayne e il poliziotto "Popeye" interpretato da Gene Hackman ne Il braccio violento della legge. In Italia il genere raggiungerà il suo culmine con la figura del commissario di ferro, atletico e tutto d'un pezzo, interpretato da Maurizio Merli, celebre soprattutto per la cosiddetta Trilogia del commissario Betti. Il poliziottesco rispecchiava le realtà urbane italiane dell'epoca e conteneva riferimenti ricorrenti a tematiche di cronaca: criminalità organizzata, traffico d'armi, prostituzione, terrorismo, spaccio e consumo di droga, rapine, sequestri di persona, criticità del sistema giudiziario, molte delle quali ancor oggi di attualità.
Sul piano politico, benché i film poliziotteschi siano spesso intrisi di un alto grado di qualunquismo (anche se non mancano caratterizzazioni di destra e di sinistra), il genere deve molto al cosiddetto cinema di impegno civile italiano, portato alla ribalta da autori come Marco Bellocchio, Francesco Rosi, Florestano Vancini, Elio Petri, Giuliano Montaldo e Damiano Damiani (questi ultimi che si cimenteranno direttamente con il filone).
I protagonisti dei poliziotteschi sono quasi sempre commissari di polizia sui generis: incompresi dai propri superiori, talora anarcoidi ma essenzialmente onesti, spinti da sincera generosità e da una innegabile dedizione alla propria missione di giustizia. Di indole violenta, essi sono quasi sempre inclini, per raggiungere i propri scopi, a utilizzare gli stessi metodi e ad abbassarsi allo stesso livello dei delinquenti e dei terroristi che si proponevano di combattere, e che insanguinavano l'Italia negli anni di piombo. Per nulla moralisti, distinguono spesso tra chi ruba per vivere (arrivando a tollerarlo) e chi intende apertamente danneggiare il prossimo.
Più raramente, il ruolo di protagonisti era affidato a comuni cittadini che, dopo esser stati vittime di qualche episodio criminoso (rapine, pestaggi, sequestri, omicidi di persone care) e aver toccato con mano le inefficienze dell'ordinamento giuridico italiano, decidono di farsi giustizia da sé, divenendo una sorta di vendicatori, agendo talora essi stessi con metodi criminali, e subendo perciò la sanzione delle forze dell'ordine. Esempi di questo tipo sono Il cittadino si ribella, Il giustiziere sfida la città e L'uomo della strada fa giustizia.
Un importante sottogenere, che riscosse almeno altrettanto successo di pubblico, fu il poliziottesco comico, lanciato dal personaggio, nato nel 1976 da un'idea di Bruno Corbucci e Mario Amendola, di Nico Giraldi detto "Nico er Pirata", il colorito poliziotto, connotato da una forte carica romanesca, interpretato da Tomas Milian e doppiato da Ferruccio Amendola. La saga del commissario Giraldi non va confusa con quella che ha per protagonista il "delinquente buono" Sergio Marazzi detto Er Monnezza, sempre interpretato da Tomas Milian (ed anch'esso doppiato da Ferruccio Amendola), caratterizzato anch'egli da una spiccata romanità, i cui film, pur avendo anch'essi alcune componenti comiche, vanno però annoverati come poliziotteschi drammatici.
Il poliziottesco comico annovera una vena napoletana con il commissario Rizzo detto "Piedone", interpretato da Bud Spencer (film a metà strada tra la commedia e il poliziesco).
Benché talvolta classificata come poliziottesca, la cosiddetta Trilogia del milieu, diretta da Fernando Di Leo (in cui i protagonisti sono dei criminali), presenta caratteristiche per lo più del noir e del thriller.

## Differenze con altri generi
La differenza stilistica tra il poliziottesco e il poliziesco/noir è da individuare nella predilezione per l'azione e la violenza, entrambe piuttosto spiccate ed esplicite. Inoltre, il titolo è quasi sempre riferito all'impressione che si tratti più di un film che narra di poliziotti e della loro aura di vendicatori, piuttosto che di film imperniati su indagini e con un finale rassicurante in cui la legge vince sulla delinquenza, scelta, quest'ultima, diffusa nei film a carattere poliziesco dell'epoca, anche se con alcune eccezioni.
Il poliziottesco appare talvolta come un sottogenere di commistione tra molti generi "adulti", tra cui il noir, l'horror (talvolta con un notevole apporto splatter, genere in auge in Italia già alla metà degli anni sessanta e mutuato da autori quali Dario Argento, Mario Bava e Lucio Fulci) e una metamorfosi dello spaghetti-western, dal quale provengono registi ed attori. La contaminazione del western all'italiana si evince principalmente dalla visione da far west che in questo periodo storico veniva data alle realtà urbane italiane, dove per lo più i film erano ambientati.

## Accoglienza della critica
In generale, la critica italiana dell'epoca non amava il genere poliziottesco: spesso i film venivano infatti accusati di veicolare messaggi "reazionari" di fascismo, di qualunquismo politico, di critica dell'ordinamento giuridico e di apologia della violenza e della giustizia sommaria. Gli articoli dedicati a queste opere erano spesso marginali, e sempre in tono dispregiativo e muovevano agli autori la critica di proporre storie e personaggi sempre uguali a sé stessi.
A partire dalla metà degli anni novanta, anche grazie a riviste di genere come Nocturno e Cine 70, il genere è stato rivalutato: tra i suoi sostenitori, il regista Quentin Tarantino ha in più occasioni ribadito il suo apprezzamento e il suo debito nei confronti dei film e dei registi del poliziottesco.

## Protagonisti
Tra gli attori più importanti e/o maggiormente attivi nel genere, ci sono: Mario Adorf, Marcel Bozzuffi, Claudio Cassinelli, Joe Dallesandro, Franco Gasparri, Giuliano Gemma, Richard Harrison, George Hilton, Ray Lovelock, Leonard Mann, Luc Merenda, Maurizio Merli, Mario Merola, Tomas Milian, Franco Nero, Marc Porel, Ivan Rassimov, Antonio Sabàto, Enrico Maria Salerno, John Saxon, Henry Silva e Fabio Testi.
Tra le attrici: Barbara Bouchet, Florinda Bolkan, Agostina Belli, Laura Belli, Martine Brochard, Silvia Dionisio, Olga Karlatos e Luciana Paluzzi.
Tra i registi più attivi nel genere: Enzo G. Castellari, Umberto Lenzi, Stelvio Massi, Fernando Di Leo, Bruno Corbucci, Massimo Dallamano, Damiano Damiani, Sergio Martino e Duccio Tessari.

## Filmografia

### Precursori
In ordine cronologico (elenco non esaustivo)
- Corte d'assise di Guido Brignone (1931)
- Il testimone di Pietro Germi (1946)
- Il bandito di Alberto Lattuada (1946)
- Fumeria d'oppio di Raffaello Matarazzo (1947)
- Gioventù perduta di Pietro Germi (1948)
- In nome della legge di Pietro Germi (1949)
- I fuorilegge di Aldo Vergano (1950)
- Contro la legge di Flavio Calzavara (1950)
- Il brigante Musolino di Mario Camerini (1950)
- Turri il bandito di Enzo Trapani (1950)
- I falsari di Franco Rossi (1951)
- La città si difende di Pietro Germi (1951)
- Il bivio di Fernando Cerchio (1951)
- Operazione Mitra di Giorgio Cristallini (1951)
- Ombre sul Canal Grande di Glauco Pellegrini (1951)
- Processo alla città di Luigi Zampa (1952)
- Processo contro ignoti di Guido Brignone (1952)
- Ai margini della metropoli di Carlo Lizzani (1953)
- Terrore sulla città di Anton Giulio Majano (1957)
- La sfida di Francesco Rosi (1958)
- Un maledetto imbroglio di Pietro Germi (1959)
- I mafiosi di Roberto Mauri (1959)
- Il magistrato di Luigi Zampa (1959)
- Il gobbo di Carlo Lizzani (1960)
- L'assassino di Elio Petri (1961)
- Caccia all'uomo di Riccardo Freda (1961)
- La banda Casaroli di Florestano Vancini (1962)
- Mafioso di Alberto Lattuada (1962)
- Lo sgarro di Silvio Siano (1962)
- Il criminale di Marcello Fondato (1962)
- Salvatore Giuliano di Francesco Rosi (1962)
- Le mani sulla città di Francesco Rosi (1963)

### Poliziotteschi
- Svegliati e uccidi di Carlo Lizzani (1966)
- Tecnica di un omicidio di Franco Prosperi (1966)
- Omicidio per appuntamento di Mino Guerrini (1967)
- Colpo doppio del camaleonte d'oro di Giorgio Stegani (1967)
- I criminali della metropoli di Gino Mangini (1967)
- A suon di lupara di Luigi Petrini (1967)
- A ciascuno il suo di Elio Petri (1967)
- Qualcuno ha tradito di Franco Prosperi (1967)
- Gente d'onore di Folco Lulli (1967)
- Ad ogni costo di Giuliano Montaldo (1967)
- Sequestro di persona di Gianfranco Mingozzi (1968)
- Banditi a Milano di Carlo Lizzani (1968)
- Il giorno della civetta di Damiano Damiani (1968)
- I bastardi di Duccio Tessari (1968)
- Gangsters '70 di Mino Guerrini (1968)
- Roma come Chicago di Alberto De Martino (conosciuto anche con il titolo Banditi a Roma) (1968)
- Quella carogna dell'ispettore Sterling di Emilio P. Miraglia (1968)
- Comandamenti per un gangster di Alfio Caltabiano (1968)
- I diamanti che nessuno voleva rubare di Gino Mangini (1968)
- Gangsters per un massacro di Gianfranco Parolini (1968)
- I protagonisti di Marcello Fondato (1968)
- A qualsiasi prezzo di Emilio P. Miraglia (1968)
- Un corpo caldo per l'inferno di Franco Montemurro (1969)
- La legge dei gangsters di Siro Marcellini (1969)
- Un detective di Romolo Guerrieri (1969)
- Gli intoccabili di Giuliano Montaldo (1969)
- I ragazzi del massacro di Fernando Di Leo (1969)
- Sedia elettrica di Demofilo Fidani (1969)
- Pelle di bandito di Piero Livi (1969)
- Colpo rovente di Piero Zuffi (1969)
- Barbagia (La società del malessere) di Carlo Lizzani (1969)
- C'era una volta un gangster di Marco Masi (1969)
- La vera storia di Frank Mannata di Javier Setò (1969)
- Tempo di Charleston di Julio Diamante (1969)
- Cinque figli di cane di Alfio Caltabiano (1969)
- Indagine su un cittadino al di sopra di ogni sospetto di Elio Petri (1970)
- Scacco alla mafia di Lorenzo Sabatini (1970)
- Bocche cucite di Pino Tosini (1970)
- Città violenta di Sergio Sollima (1970)
- E venne il giorno dei limoni neri di Camillo Bazzoni (1970)
- Il caso "Venere privata"  di Yves Boisset (1970)
- La morte risale a ieri sera di Duccio Tessari (1970)
- L'interrogatorio di Vittorio De Sisti (1970)
- L'uomo venuto da Chicago di Yves Boisset (1970)
- L'uomo dagli occhi di ghiaccio di Alberto De Martino (1971)
- Confessione di un commissario di polizia al procuratore della repubblica di Damiano Damiani (1971)
- Policeman di Sergio Rossi (1971)
- Gli scassinatori di Henri Verneuil (1971)
- La polizia ringrazia di Stefano Vanzina (1972)
- Sbatti il mostro in prima pagina di Marco Bellocchio (1972)
- Il caso Pisciotta di Eriprando Visconti (1972)
- Milano calibro 9 di Fernando Di Leo (1972)
- Un uomo dalla pelle dura di Franco Prosperi (1972)
- Abuso di potere di Camillo Bazzoni (1972)
- I familiari delle vittime non saranno avvertiti di Alberto De Martino (1972)
- La mano lunga del padrino di Nardo Bonomi  (1972)
- Camorra di Pasquale Squitieri (1972)
- La mala ordina di Fernando Di Leo (1972)
- Torino nera di Carlo Lizzani (1972)
- Un uomo da rispettare di Michele Lupo (1972)
- Afyon - Oppio di Ferdinando Baldi (1972)
- Ricatto alla mala di Antonio Isasi-Isasmendi (1972)
- Blood Story di Amasi Damiani (1972)
- L'amico del padrino di Frank Agrama (1972)
- Il vero e il falso di Eriprando Visconti (1972)
- La violenza: quinto potere di Florestano Vancini (1972)
- Violenza contro la violenza di Rolf Olsen (1972)
- Lucky Luciano di Francesco Rosi (1973)
- Senza ragione di Silvio Narizzano (1973)
- Number One  di Gianni Buffardi (1973)
- Il re della mala di Jurgen Roland (1973)
- Il boss di Fernando Di Leo (1973)
- Dagli archivi della polizia criminale di Paolo Lombardo (1973)
- Milano rovente di Umberto Lenzi (1973)
- Piazza pulita di Luigi Vanzi (1973)
- Anna, quel particolare piacere di Giuliano Carnimeo (1973)
- Si può essere più bastardi dell'ispettore Cliff?  di Massimo Dallamano (1973)
- La legge della Camorra di Demofilo Fidani (1973)
- L'onorata famiglia - Uccidere è cosa nostra di Tonino Ricci (1973)
- No, il caso è felicemente risolto di Vittorio Salerno (1973)
- Una vita lunga un giorno di Ferdinando Baldi (1973)
- Tony Arzenta - Big Guns di Duccio Tessari (1973)
- La polizia incrimina, la legge assolve di Enzo G. Castellari (1973)
- Milano trema: la polizia vuole giustizia di Sergio Martino (1973)
- La polizia è al servizio del cittadino? di Romolo Guerrieri (1973)
- Baciamo le mani di Vittorio Schiraldi (1973)
- La mano spietata della legge di Mario Gariazzo (1973)
- Revolver di Sergio Sollima (1973)
- La polizia sta a guardare di Roberto Infascelli (1973)
- Dio, sei proprio un padreterno! di Michele Lupo (1973)
- Un tipo con una faccia strana ti cerca per ucciderti di Tulio Demicheli (1973)
- Gli amici degli amici hanno saputo di Fulvio Marcolin (1973)
- Così bello così corrotto così conteso di Sergio Gobbi (1973)
- Il consigliori di Alberto De Martino (1973)
- La mano nera di Antonio Racioppi (1973)
- Studio legale per una rapina di Tanio Boccia (1973)
- L'ultima chance di Maurizio Lucidi (1973)
- 24 ore... non un minuto di più di Franco Bottari (1973)
- Sgarro alla camorra di Ettore Maria Fizzarotti (1973)
- La padrina di Giuseppe Vari (1973)
- I guappi di Pasquale Squitieri (1974)
- Quelli che contano di Andrea Bianchi (1974)
- Cani arrabbiati di Mario Bava (uscito nelle sale solo nel 1995) (1974)
- Il poliziotto è marcio di Fernando Di Leo (1974)
- Squadra volante di Stelvio Massi (1974)
- Il testimone deve tacere di Giuseppe Rosati (1974)
- Uomini duri di Duccio Tessari (1974)
- Processo per direttissima di Lucio De Caro (1974)
- La polizia indaga: siamo tutti sospettati di Michel Wym (1974)
- Milano odia: la polizia non può sparare di Umberto Lenzi (1974)
- Fatevi vivi, la polizia non interverrà di Giovanni Fago (1974)
- La polizia chiede aiuto di Massimo Dallamano (1974)
- Il cittadino si ribella di Enzo G. Castellari (1974)
- Un uomo, una città di Romolo Guerrieri (1974)
- Milano: il clan dei calabresi di Giorgio Stegani (1974)
- Ordine firmato in bianco di Gianni Manera (1974)
- Corruzione al palazzo di giustizia di Marcello Aliprandi (1974)
- Crazy Joe di Carlo Lizzani (1974)
- Quel ficcanaso dell'ispettore Lawrence di Juan Bosch (1974)
- Hold-Up - Istantanea di una rapina di German Lorente (1974)
- Il siculo di Francesco Arminio (1974)
- Ultimatum alla polizia di Marc Simenon (1974)
- Perché si uccide un magistrato di Damiano Damiani (1975)
- La città gioca d'azzardo di Sergio Martino (1975)
- L'ambizioso di Pasquale Squitieri (1975)
- Storie di vita e malavita di Carlo Lizzani (1975)
- La polizia ha le mani legate di Luciano Ercoli (1975)
- La polizia accusa: il Servizio Segreto uccide di Sergio Martino (1975)
- L'uomo della strada fa giustizia di Umberto Lenzi (1975)
- Mark il poliziotto di Stelvio Massi (1975)
- Roma violenta di Franco Martinelli (1975)
- Il giustiziere sfida la città di Umberto Lenzi (1975)
- Morte sospetta di una minorenne di Sergio Martino (1975)
- La città sconvolta: caccia spietata ai rapitori di Fernando Di Leo (1975)
- ...a tutte le auto della polizia... di Mario Caiano (1975)
- La polizia interviene: ordine di uccidere! di Giuseppe Rosati (1975)
- Roma drogata la polizia non può intervenire di Lucio Marcaccini (1975)
- Lo sgarbo di Marino Girolami (1975)
- Fango bollente, di Vittorio Salerno (1975)
- Vai gorilla di Tonino Valerii (1975)
- Mark il poliziotto spara per primo di Stelvio Massi (1975)
- Il tempo degli assassini di Marcello Andrei (1975)
- Due Magnum 38 per una città di carogne di Mario Pinzauti (1975)
- Fermi tutti! È una rapina di Enzo Battaglia (1975)
- Gente di rispetto di Luigi Zampa (1975)
- Squadra speciale antirapina di José Antonio De La Loma (1975)
- L'uomo che sfidò l'organizzazione di Sergio Grieco (1975)
- Il giustiziere sfida la polizia di León Klimovsky (1975)
- Cadaveri eccellenti di Francesco Rosi (1976)
- Roma a mano armata di Umberto Lenzi (1976)
- Milano violenta di Mario Caiano (1976)
- Uomini si nasce poliziotti si muore di Ruggero Deodato (1976)
- Gli esecutori di Maurizio Lucidi (1976)
- San Babila ore 20: un delitto inutile di Carlo Lizzani (1976)
- Una Magnum Special per Tony Saitta di Alberto De Martino (1976)
- I ragazzi della Roma violenta di Renato Savino (1976)
- La polizia ordina: sparate a vista di Giuseppe Giulio Negri (1976)
- Gli amici di Nick Hezard di Fernando Di Leo (1976)
- La legge violenta della squadra anticrimine di Stelvio Massi (1976)
- Poliziotti violenti di Michele Massimo Tarantini (1976)
- Roma, l'altra faccia della violenza di Marino Girolami (1976)
- Quelli della calibro 38 di Massimo Dallamano (1976)
- Napoli violenta di Umberto Lenzi (1976)
- I violenti di Roma bene di Sergio Grieco e Massimo Felisatti (1976)
- Il grande racket di Enzo G.Castellari (1976)
- Paura in città di Giuseppe Rosati (1976)
- Liberi armati pericolosi di Romolo Guerrieri (1976)
- Pronto ad uccidere di Franco Prosperi (1976)
- Con la rabbia agli occhi di Antonio Margheriti (1976)
- Mark colpisce ancora di Stelvio Massi (1976)
- I padroni della città di Fernando Di Leo (1976)
- Italia a mano armata di Marino Girolami (1976)
- Genova a mano armata di Mario Lanfranchi (1976)
- Il conto è chiuso di Stelvio Massi (1976)
- L'unica legge in cui credo di Claudio Giorgi (1976)
- Come cani arrabbiati di Mario Imperoli (1976)
- L'ultima volta di Aldo Lado (1976)
- Sangue di sbirro di Alfonso Brescia (1976)
- 4 minuti per 4 miliardi di Gianni Siragusa (1976)
- Hanno ucciso un altro bandito di Guglielmo Garroni (1976)
- Il cinico, l'infame, il violento di Umberto Lenzi (1977)
- Napoli spara! di Mario Caiano (1977)
- Operazione Kappa: sparate a vista di Luigi Petrini (1977)
- Mala, amore e morte di Tiziano Longo (1977)
- La banda del trucido di Stelvio Massi (1977)
- Il prefetto di ferro di Pasquale Squitieri (1977)
- Polizia selvaggia di Guido Zurli (1977)
- Napoli si ribella di Michele Massimo Tarantini (1977)
- La polizia è sconfitta di Domenico Paolella (1977)
- Poliziotto sprint di Stelvio Massi (1977)
- La via della droga di Enzo G. Castellari (1977)
- La banda del gobbo di Umberto Lenzi (1977)
- La malavita attacca... la polizia risponde! di Mario Caiano (1977)
- Torino violenta di Carlo Ausino (1977)
- La belva col mitra di Sergio Grieco (1977)
- La banda Vallanzasca di Mario Bianchi (1977)
- Goodbye & Amen di Damiano Damiani (1977)
- Quel pomeriggio maledetto di Mario Siciliano (1977)
- Canne mozze di Mario Imperoli (1977)
- Ritornano quelli della calibro 38 di Giuseppe Vari (1977)
- La bravata di Roberto Bianchi Montero (1977)
- L'avvocato della mala di Alberto Marras (1977)
- Io ho paura di Damiano Damiani (1977)
- Dove volano i corvi d'argento di Piero Livi (1977)
- No alla violenza di Tano Cimarosa (1977)
- Onore e guapparia di Tiziano Longo (1977)
- I gabbiani volano basso di Giorgio Cristallini (1978)
- Controrapina di Antonio Margheriti (1978)
- Milano... difendersi o morire di Gianni Martucci (1978)
- Poliziotto senza paura di Stelvio Massi (1978)
- Diamanti sporchi di sangue di Fernando Di Leo (1978)
- L'ultimo guappo di Alfonso Brescia (1978)
- Napoli... i 5 della squadra speciale di Mario Bianchi (1978)
- Provincia violenta di Mario Bianchi (1978)
- Sono stato un agente C.I.A. di Romolo Guerrieri (1978)
- Il commissario Verrazzano di Franco Prosperi (1978)
- Napoli... serenata calibro 9 di Alfonso Brescia (1978)
- Il commissario di ferro di Stelvio Massi (1978)
- Un poliziotto scomodo di Stelvio Massi (1978)
- Il braccio violento della mala di Sergio Garrone (1978)
- Corleone di Pasquale Squitieri (1978)
- L'arma di Pasquale Squitieri (1978)
- Non sparate sui bambini di Gianni Crea (conosciuto anche con il titolo Squadra antisequestro) (1978)
- Quando i picciotti sgarrano (1978) di Romolo Cappadonia (distribuito solo in Sicilia) (1978)
- Porci con la P.38 di Gianfranco Pagani (1978)
- Bersaglio altezza uomo di Guido Zurli (1979)
- Il mammasantissima di Alfonso Brescia (1979)
- Un uomo in ginocchio di Damiano Damiani (1979)
- Da Corleone a Brooklyn di Umberto Lenzi (1979)
- Gardenia il giustiziere della mala di Domenico Paolella (1979)
- Napoli una storia d'amore e di vendetta di Mario Bianchi (1979)
- I guappi non si toccano di Mario Bianchi (1979)
- I contrabbandieri di Santa Lucia di Alfonso Brescia (1979)
- Sbirro, la tua legge è lenta... la mia no! di Stelvio Massi (1979)
- Napoli... la camorra sfida, la città risponde di Alfonso Brescia (1979)
- Torino centrale del vizio di Renato Polselli e Bruno Vani (1979)
- Speed Cross di Stelvio Massi (1980)
- Tony, l'altra faccia della Torino violenta di Carlo Ausino (1980)
- La tua vita per mio figlio di Alfonso Brescia (1980)
- L'avvertimento di Damiano Damiani (1980)
- La pagella di Ninì Grassia (1980)
- Il giorno del Cobra di Enzo G. Castellari (1980)
- Luca il contrabbandiere di Lucio Fulci (1980)
- Il bandito dagli occhi azzurri di Alfredo Giannetti (1980)
- Mafia, una legge che non perdona di Roberto Girometti (1980)
- Poliziotto - Solitudine e rabbia di Stelvio Massi (1980)
- Speed Driver di Stelvio Massi (1980)
- Cappotto di legno di Gianni Manera (1981)
- Napoli, Palermo, New York il triangolo della camorra di Alfonso Brescia (1981)
- Uomini di parola di Tano Cimarosa (1981)
- Buitres sobre la ciudad (Avvoltoi sulla città) di Gianni Siragusa (uscito solo all'estero) (1981)

### Poliziotteschi comici e parodie
- Stuntman di Marcello Baldi (1968)
- Il commissario Pepe di Ettore Scola (1969)
- L'altra faccia del padrino di Franco Prosperi (1973)
- Piedone lo sbirro di Steno (1973)
- Tutti figli di Mammasantissima di Alfio Caltabiano (1973)
- Piedino il questurino di Franco Lo Cascio (1974)
- La mafia mi fa un baffo di Riccardo Garrone (1974)
- Piedone a Hong Kong di Steno (1975)
- Colpo in canna di Fernando Di Leo (1975)
- Squadra antiscippo di Bruno Corbucci (1976)
- Il trucido e lo sbirro di Umberto Lenzi (1976)
- Squadra antifurto di Bruno Corbucci (1976)
- Squadra antitruffa di Bruno Corbucci (1977)
- Piedone l'africano di Steno (1978)
- Squadra antimafia di Bruno Corbucci (1978)
- Squadra antigangsters di Bruno Corbucci (1979)
- Assassinio sul Tevere di Bruno Corbucci (1979)
- Delitto a Porta Romana di Bruno Corbucci (1980)
- Piedone d'Egitto di Steno (1980)
- Delitto al ristorante cinese di Bruno Corbucci (1981)
- Delitto sull'autostrada di Bruno Corbucci (1982)
- Delitto in Formula Uno di Bruno Corbucci (1984)
- Delitto al Blue Gay di Bruno Corbucci (1984)